# Municipio de Laurel (Carolina del Norte)
El municipio de Laurel (en inglés: Laurel Township) es un municipio ubicado en el  condado de Ashe en el estado estadounidense de Carolina del Norte. En el año 2010 tenía una población de 413 habitantes.

## Geografía
El municipio de Laurel se encuentra ubicado en las coordenadas 36°29′9.44″N 81°39′46.4″O / 36.4859556, -81.662889.